# Joseval Peixoto
Joseval Peixoto Guimarães (Rio de Janeiro, 26 de setembro de 1938) é um jornalista, radialista e advogado brasileiro.

## Biografia e carreira
Nascido no Rio de Janeiro, então capital da República, aos dois anos retornou com a família à cidade de Rancharia, no interior de São Paulo. Mais tarde a família mudou-se para o norte do Paraná, fixando-se em Arapongas. A seguir, Joseval foi estudar em um colégio interno em Paraguaçu Paulista, onde concluiu o ginásio.
Começou a carreira de radialista na Rádio Clube Marconi, de Paraguaçu Paulista. Mas, o interesse pela profissão de jornalista aconteceu mesmo em Presidente Prudente, para onde se mudou em 1955, a fim de terminar o colegial. Lá, ingressou na Rádio Presidente Prudente, onde leu crônicas, foi radioator, mancheteiro de jornal-falado, apresentou programas de auditório, narrou missa, futebol, carnaval. Foi também apresentador em palanques políticos.
Contratado como locutor esportivo pela Rádio Bandeirantes, em São Paulo, surgiu a oportunidade de cursar Direito na Faculdade de Direito do Largo de São Francisco (FD-USP) da Universidade de São Paulo (USP), onde se formou em 1965, tendo sido o orador da turma.
Joseval Peixoto não começou a advogar logo que saiu da faculdade, e planejava iniciar a carreira de advogado quando se consagrasse no rádio e pudesse impor um contrato de trabalho. A consagração veio em 1970, na Copa do Mundo do México.
Em 1974, após sair da Rádio Bandeirantes, voltou para a Rádio Jovem Pan, onde estreou no dia da final Copa do Mundo da Alemanha, narrando o jogo São Paulo x Portuguesa pelo Campeonato Brasileiro sendo recepcionado por Osmar Santos. Em 1978 narrou pela Rádio Tupi. Dois anos depois, deixou a locução esportiva e passou pro jornalismo geral, assumindo a ancoragem do Jornal da Manhã
Passou também pela TV Manchete e pela TV Cultura, onde apresentou o programa Vox Populi.
Na volta do México, procurou um escritório de advocacia e foi contratado para atuar na área criminal. Chegou a exercer o cargo de promotor da Justiça Militar do Estado de São Paulo. Uns dois anos depois de ter começado a advogar, Joseval Peixoto montou sua própria banca e dedicou-se ao júri por cerca de dez anos, Nessa época conviveu com grandes advogados, como Waldir Trocoso Peres, Raimundo Pascoal Barbosa e o ex-ministro da Justiça Márcio Thomaz Bastos, entre outros.
Trabalhou em uma das mais importantes rádios brasileiras, a rádio Jovem Pan, onde foi um dos âncoras do Jornal da Manhã. Em 14 de agosto de 2018, Peixoto deixou de ser âncora do Jornal da Manhã, passando a fazer apenas o monólogo de encerramento do jornal, fazendo isso até o dia 21 de dezembro, quando ele encerrou sua passagem pela emissora.. Trabalhava também no SBT, onde estreou no dia 30 de maio de 2011, como âncora do novo SBT Brasil, ao lado de Rachel Sheherazade. Em 9 de outubro de 2017, o SBT confirmou sua saída do telejornal devido à rescisão do contrato após a grade do canal sofrer uma reformulação.Em 2 de outubro de 2018, é confirmado como novo contratado da TV Gazeta como comentarista do Jornal da Gazeta Em 7 de novembro, ele foi um dos demitidos pelos cortes no jornalismo da emissora, mas ele continuou na Gazeta, já que ele foi o responsável pela volta do Desafio ao Galo, torneio de futebol amador que a emissora mostrou em 2019. Em fevereiro de 2019, Joseval volta a narrar o Desafio ao Galo, exibido primeiramente na TV Gazeta onde fica até julho. Em setembro de 2019, o torneio passou a ser exibido pela RBTV. Em outubro de 2019, estreou o programa da internet Vamos Falar do Brasil, disponibilizado pelo YouTube. Em 20 de janeiro de 2022, o programa passa a ser exibido pela TV Jovem Pan News.
Hoje tem sua própria bancada de direito, o escritório Joseval Peixoto e Advogados Associados.

## Prêmios
| Ano  | Prêmio                                                                     | Categoria        | Resultado | Ref.   |
| ---- | -------------------------------------------------------------------------- | ---------------- | --------- | ------ |
| 2001 | Troféu ACEESP (Associação dos Cronistas Esportivos do Estado de São Paulo) | Conjunto da Obra | Venceu    | [ 11 ] |